# Williams' Blood
«Williams' Blood» (español: La sangre de los Williams) es el segundo sencillo del décimo álbum de Grace Jones Hurricane (2008).

## Información de la canción
"Williams' Blood" es una canción autobiográfica, escrita por Jones y Wendy & Lisa, explicando cómo Jones toma el lado musical de su madre, Marjorie Williams (Marjorie Jones al casarse), más que la disciplina de su padre el Reverendo Robert Jones. De acuerdo a la letra, la madre de Jones revela que su abuelo era un músico que viajó con Nat King Cole, mujeriego y alcohólico de ciudad en ciudad. La canción describe el lamento de su familia de que ella no es más que una Jones como su hermana o su hermano Noel, mientras que ella expresa su deseo de ser libre.
Time Out London describe la composición como "entre las canciones más personales que jamás haya grabado, la celebración de las contradicciones entre los antecedentes familiares y religiosos de Grace". The Independent dice de la canción que "cuenta con palmas y estribillo coral para construir un fervor casi evangélico".
La canción contiene interpolaciones de "Amazing Grace". En la introducción, Jones distorsiona una línea de la primera estrofa de recitando en voz hablada "You can't save a wretch like me" (español: "No se puede salvar a un miserable como yo"). Al final, canta sobre una grabación de los primeros dos versos de la canción, que revierten el primer anuncio: "Amazing grace, how sweet the sound / that saved a wretch like me" ("Sublime gracia, cuán dulce es el sonido / que salvó a una miserable como yo")
Jones interpretó la canción en el programa Later... with Jools Holland con su hijo Paulo Goude en la percusión y en otros programas televisivos como AVO Session (Alemania), Vivement Demanche y Le Grand Jornal (Francia).Desde entonces es un número fijo en sus recitales.
El dúo belga Stephen Fasano y Vito De Luca (de la banda Aeroplane) produjeron un remix de estilo disco Baleares del sencillo que fue rechazada inicialmente por la discográfica de Jones, pero finalmente fue aprobada. 1000 sencillos en 12" fueron lanzados con mezclas de Aeroplane, Mad Professor, Greg Wilson e Ivor Guest.

## Video
Un videoclip de música muestra a Jones interpretando la canción en su gira, el cual se estrenó en el sitio web oficial de su álbum a principios de enero de 2009. El mismo vídeo se estrenó en YouTube el 5 de febrero de 2009. Chris Cunningham dirigió un video musical en producción durante finales de 2008, pero permanece inédito.

## Listas musicales
| Lista musical                   | Posición |
| ------------------------------- | -------- |
| Belgian Singles Chart (Flandes) | 44       |
| Belgian Dance Chart             | 2        |

## Lista de canciones
- UK Vinyl, 12", Promo (JONES001)[12]

1. "Williams' Blood" (Dub eléctrico de Yam Who?) (6:34)
2. "Williams' Blood" (Yam Who? Cosmic Jam) (7:43)

- Limited Edition UK Vinyl, 12" (WOS042T)[13]

1. "Williams' Blood" (Remix de Aeroplane) (7:24)
2. "Williams' Blood" (The Trixters Mix de Mad Professor & Joe Ariwa) (5:55)
3. "Williams' Blood" (Versión de Greg Wilson) (7:31)
4. "Williams' Blood" (Versión de Ivor Guest) (4:23)

- UK Digital Single[14]

1. "Williams' Blood" (Editada) (4:02)
2. "Williams' Blood" (5:58)
3. "Williams' Blood" (The Trixters Mix de Mad Professor & Joe Ariwa) (6:01)
4. "Williams' Blood" (The Trixters Mix dub de Mad Professor & Joe Ariwa) (6:03)
5. "Williams' Blood" (Versión de Greg Wilson) (7:36)
6. "Williams' Blood" (Remix de Ivor Guest) (4:25)
7. "Williams' Blood" (Remix de Aeroplane) (7:28)
8. "Williams' Blood" (Remix dub de Aeroplane) (7:27)